# Mirešice
Mirešice jsou dvůr a osada v okrese Praha-západ. První písemná zmínka pochází z roku 1279. Před rokem 1960 patřily k Třebonicím, v roce 1960 byly připojeny k Jinočanům. Nachází se zde také Mirešický rybník.

## Další fotografie

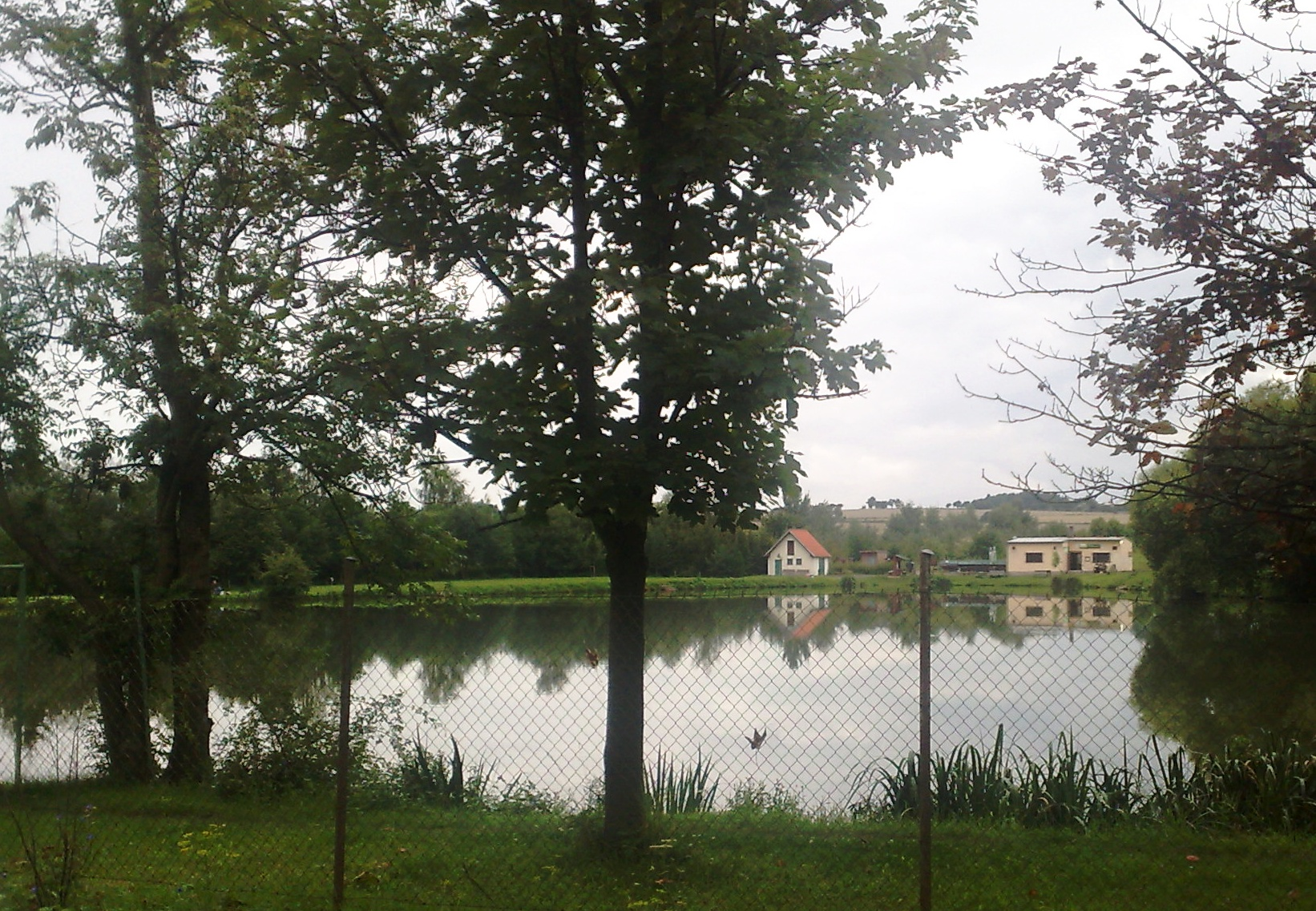
Mirešický rybník
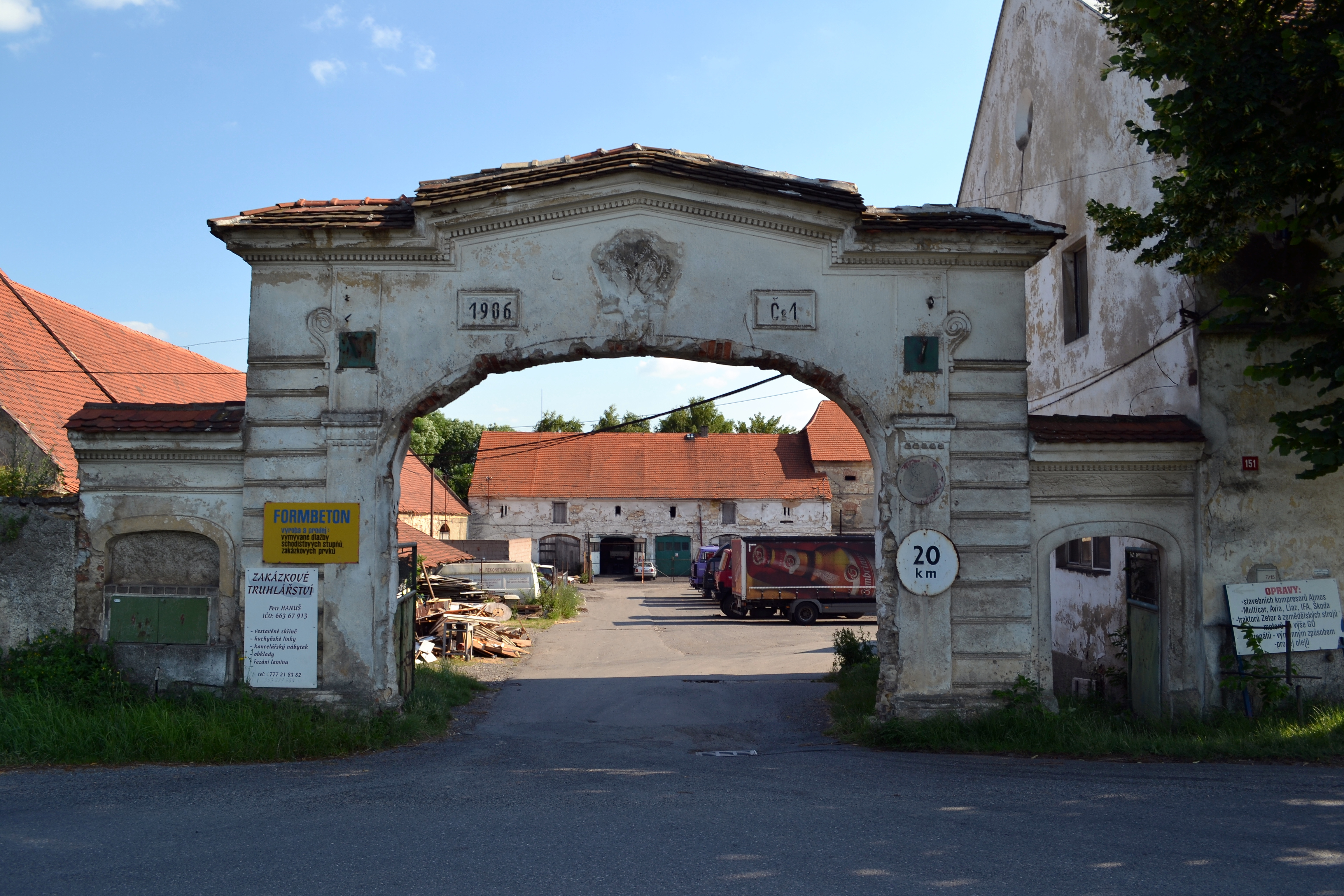
Brána zemědělského dvora čp. 151
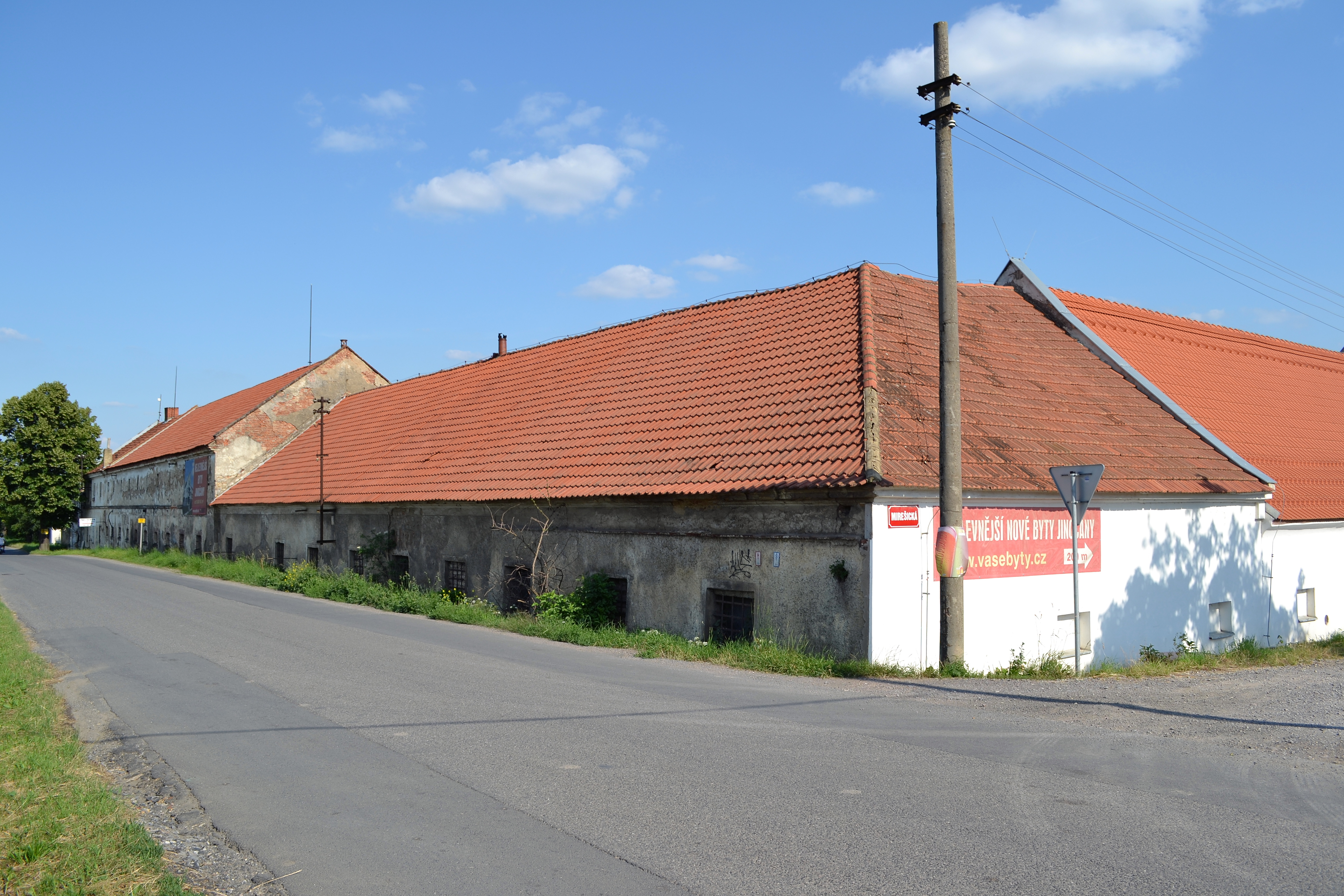
Zemědělský dvůr čp. 151